# إليوت شيبرد
إليوت شيبرد (بالإنجليزية: Elliott Shepard)‏ هو سائق سيارة سباق أمريكي، ولد في 13 أكتوبر 1876 في نيويورك في الولايات المتحدة، وتوفي في 10 أبريل 1927 في ميامي في الولايات المتحدة.